# Pseudacidalia grisea
Pseudacidalia grisea är en fjärilsart som beskrevs av W. Warren 1913. Pseudacidalia grisea ingår i släktet Pseudacidalia och familjen nattflyn. Inga underarter finns listade i Catalogue of Life.